# Adalbertstor

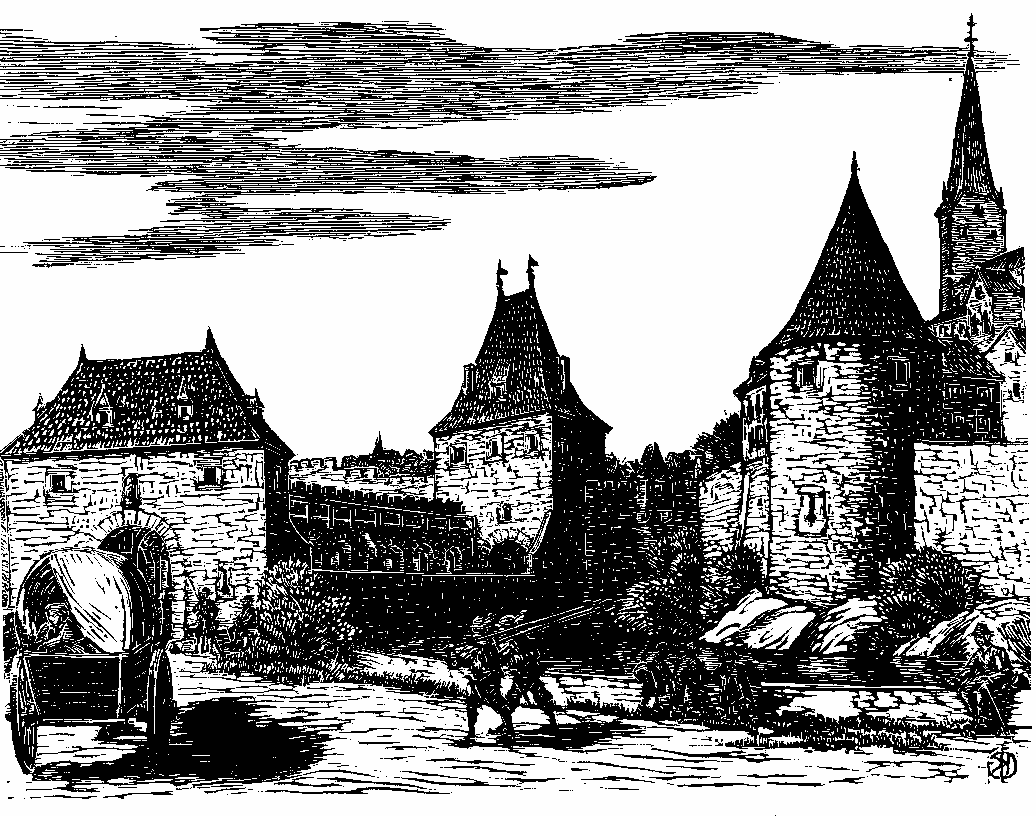
Adalbertstor und Adalbertsturm, Holzschnitt von Karl Josef Gollrad.

Das Adalbertstor wurde als Nebentor der äußeren Stadtmauer im Osten der Kaiserstadt Aachen errichtet. Das zu Beginn des 14. Jahrhunderts entstandene Verteidigungsbauwerk existiert nicht mehr.

## Lage
Das Adalbertstor befand sich in direkter Nachbarschaft zum Adalbertsturm, der innerhalb der Stadtmauer durch den Wasserturm vom Kölntor getrennt war. Rotkugelturm, Pulvertürmchen und Schildturm lagen zwischen ihm und dem Wirichsbongardstor. Es war eines der Nebentore der ehemaligen Stadtmauer.

## Namensursprung
Der Name Adalbertstor leitet sich von dem in seiner Nähe im 11. Jahrhundert auf dem Adalbertsfelsen errichteten Adalbertskloster ab. Später wurde auf dem Felsen zusätzlich die Kirche St. Adalbert errichtet.

## Bauweise
Das Adalbertstor wurde als kleines dreigeschossiges, viereckiges Gebäude erbaut. Die durch das Tor führende Straße bestand seit der Römerzeit und verband Aachen mit der Stadt Jülich. Die Durchfahrt des einem Scheunentor ähnelnden Durchlass war von zwei Gebäuden, Räumen für die Wachmannschaft, flankiert. Wie fast alle Aachener Stadttore besaß das Stadttor ein Vortor. Zwischen beiden Gebäudeteilen bestand ein etwa 70 Meter langer, bogenförmiger Dammweg. Die rechte Seite dieser Verbindung schützte neben einem Burggraben eine niedrige Mauer. Den Schutz der linken Seite bildete eine hohe, mit Zinnen versehene Mauer.